# Il mostro di St. Pauli

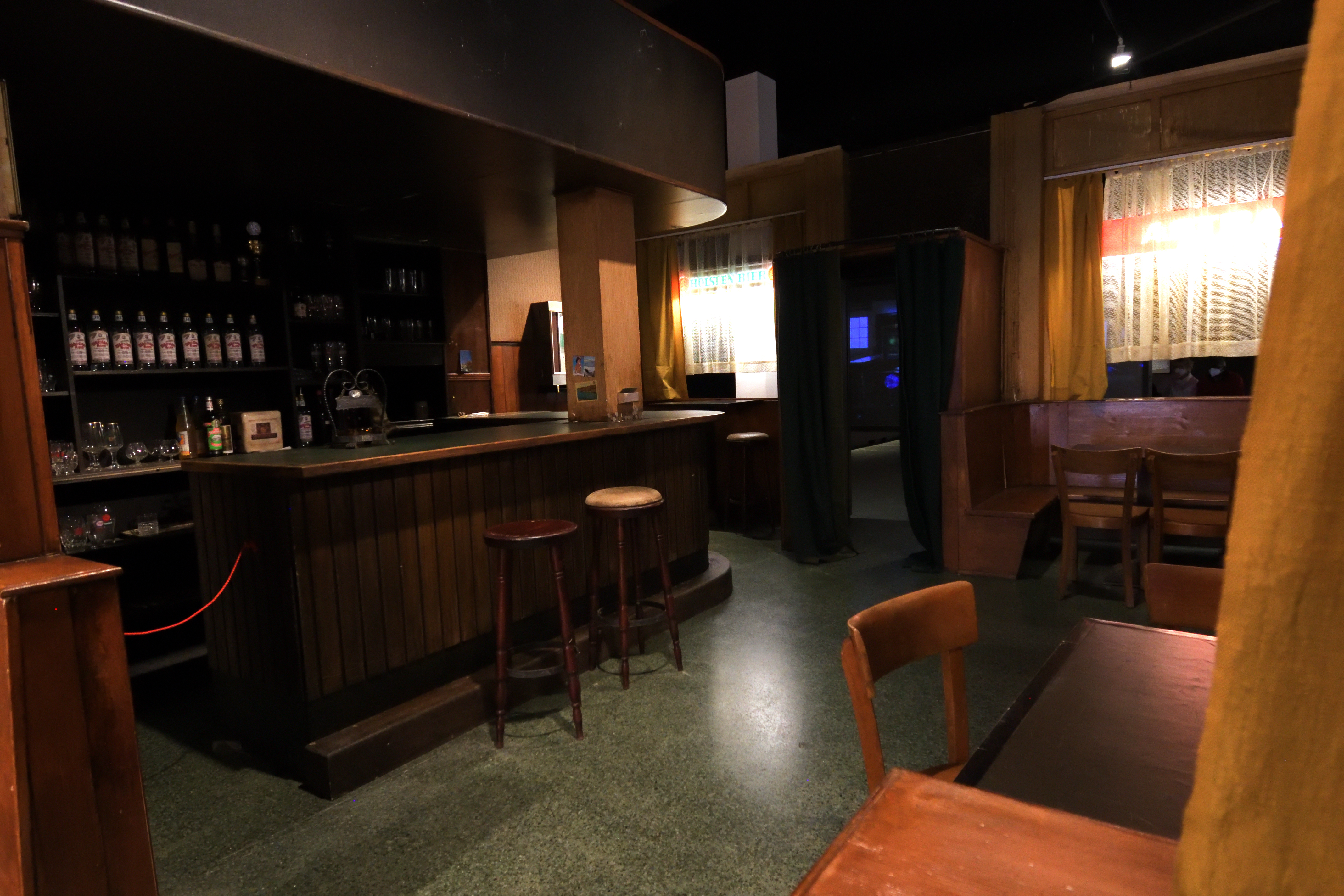
Set cinematografico del pub Zum Goldenen Handschuh

Il mostro di St. Pauli (Der Goldene Handschuh) è un film del 2019 diretto da Fatih Akın. Il film è stato presentato in concorso al Festival di Berlino 2019.
Ispirato al romanzo dello scrittore Heinz Strunk, il film narra le azioni del serial killer di Amburgo Fritz Honka che, tra il 1970 e il 1975, ha ucciso quattro donne.

## Trama
Nella Amburgo degli anni settanta, l'ambiguo Fritz Honka è un operaio che frequenta il pub Der Goldenen Handschuh consumando grandi quantità di superalcolici. Honka è un uomo con la faccia deformata, e che indossa vistosi occhiali a causa del suo strabismo, apparentemente timido e che è solito offrire bevande alcoliche alle donne anziane e sole che nota all'interno del bar. Dopo essere riuscito a portare una donna nel suo piccolo attico la uccide e ne smembra il cadavere, nascondendone parte dei resti all'interno del suo appartamento e buttandone i restanti in un giardino.
Quattro anni dopo avere commesso il suo primo omicidio, avvenuto nel 1970, Honka incontra Gerda al Goldenen Handschuh, convincendola a seguirlo nel suo appartamento. All'interno della casa c'è un forte cattivo odore dovuto allo stato di decomposizione dei resti smembrati a cui Honka tenta di porre rimedio utilizzando i deodoranti Arbre Magique, dando la colpa del fetore al cibo consumato dalla famiglia greca del piano sottostante quando qualcuno si lamenta della puzza. Il protagonista tenta inutilmente di consumare un rapporto sessuale con Gerda, a causa della sua impotenza, e alla fine la penetra usando un cucchiaio di legno. Passata la notte insieme, il giorno dopo Honka si reca al lavoro e intima alla donna di andarsene prima del suo ritorno, ma Gerda resta all'interno dell'appartamento pulendo e riassettando tutto.
Dopo averla inizialmente malmenata in preda alla rabbia, Honka accetta di tenerla con sé, rimanendo fortemente attratto dal fatto che la donna racconta di avere una figlia trentenne chiamata Rosi. Fa poi firmare a Gerda una dichiarazione in cui si afferma che egli può disporre a suo piacimento della donna e della figlia Rosi. Nel frattempo Honka riceve la visita del fratello Siggi, anche lui avvezzo all'alcool dopo essere stato abbandonato dalla moglie, il quale gli consiglia di tenersi stretta Gerda. Continuamente umiliata, Gerda incontra un giorno al Goldenen Handschuh un maggiore dell'Esercito della Salvezza che la porta via con lei, promettendole una vita migliore. In preda alla rabbia per avere perso Gerda, Honka abborda tre donne nel locale, Anna, Hertha e Inge. Hertha, ubriaca fradicia, sviene e viene abbandonata per strada durante il tragitto verso l'appartamento di Honka, il quale, una volta giunti in casa, pretende che le altre due donne pratichino fra loro un cunnilingus a vicenda. Inge, dopo essere stata aggredita da Honka per essersi rifiutata, riesce a scappare con la scusa di andare in bagno; una volta scoperto quando accaduto, Honka fracassa la testa ad Anna su un tavolo, facendola poi a pezzi.
Dopo essere stato investito da un pulmino Honka decide di smettere di consumare alcolici e di frequentare il Goldenen Handschuh. Inizia pure un nuovo lavoro come guardiano notturno in un complesso di uffici, dove incontra l'avvenente donna delle pulizie Helga Denningsen. Conosce Erich, il marito di Helga, durante un'improvvisata festa di compleanno, e persegue nel suo intento di non consumare più bevande alcoliche rifiutando la birra che gli viene offerta. Una sera Helga racconta a Honka i suoi problemi economici e il fatto che il marito, licenziato dal lavoro, le consuma lo stipendio in bevande alcoliche. Confidandosi, la donna piange e Honka si offre di prestarle del denaro, poi Helga gli chiede se vuole bere e stavolta Honka accetta, ripiombando inevitabilmente nell'alcolismo. Comincia quindi a mutare il suo comportamento, tentando di stuprare Helga durante il turno di lavoro; torna quindi al Goldenen Handschuh, dove conosce una donna che è stata costretta a prostituirsi in un campo di concentramento nazista.
Giunti nel suo appartamento, Honka non riesce a consumare un rapporto sessuale con lei a causa della sua impotenza e quindi inizia a prenderla a pugni. La donna si vendica cospargendo il pene di Honka con la senape durante il sonno e poi gli ruba il denaro, nascondendolo nel reggiseno. Honka si rialza dal letto, si riprende dal bruciore ai genitali e tenta di strangolare la donna, che è di grosse dimensioni; con molta difficoltà, alla fine riesce ad avere la meglio, frantumandole una serie di bottiglie in testa. Quindi, come sua solita prassi, ne smembra il cadavere nascondendone i pezzi nell'appartamento. Successivamente uccide un'altra vittima conosciuta all'esterno del Goldenen Handschuh. I crimini commessi da Honka vengono scoperti dopo l'intervento dei pompieri in seguito a un incendio provocato dalla stufa della famiglia greca del piano sottostante, conducendo all'arresto dell'assassino. Con l'arresto Honka vede anche svanire la possibilità di approcciare la giovane attraente studentessa Petra, suo ricorrente sogno erotico lungo tutto il film.

## Produzione

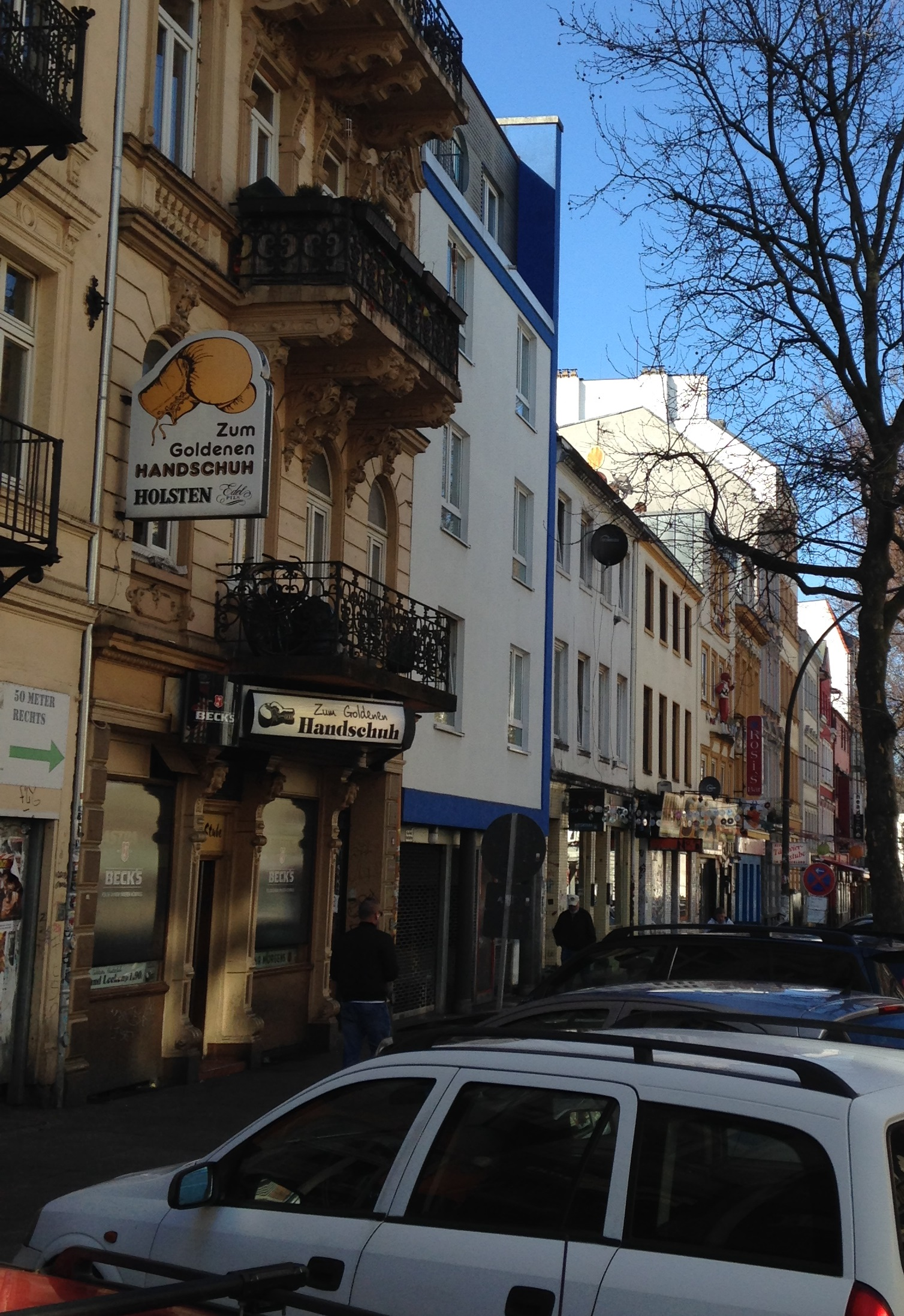
L'ingresso del pub Zum Goldenen Handschuh a St. Pauli

Il film è tratto dal romanzo best seller Der goldene Handschuh di Heinz Strunk, in cui vengono descritte le gesta del serial killer Fritz Honka nella Reeperbahn di Amburgo dove adescava in particolare le sue vittime nel pub Zum Goldenen Handschuh. Il regista Fatih Akın, che ha adattato il romanzo e qui al suo primo film horror, ha dichiarato: "Quello che mi piace del libro è che Heinz Strunk è riuscito a dare dignità sia alle vittime sia a Fritz Honka. Per me, Honka non è un serial killer come Hannibal Lecter de Il silenzio degli innocenti. Questi uccide negli Stati Uniti ed è comunque solo un personaggio di fantasia. Honka era una persona reale del mio quartiere. Era una figura spaventosa della mia infanzia."
Per ruolo principale di Fritz Honka è stato scelto il giovane attore Jonas Dassler, invecchiato di una decina di anni dal trucco. Durante le riprese, Dassler indossava una grossa lente a contatto prodotta a Londra e al posto dell'iride mostrava un corpo vitreo dipinto, con il quale si doveva rendere evidente il forte strabismo di Honka. A proposito della sua interpretazione di Honka, Dassler ha affermato: "Il principio guida per me era che c'era qualcuno che in realtà cercava una normalità, una borghesia. E purtroppo anche la strada per arrivarci è passata attraverso questi omicidi. Che c'era frustrazione con se stessi, che poi è scoppiata."
Le riprese sono iniziate il 2 luglio 2018 a St. Pauli e la loro durata era stata programmata in 31 giorni, estendendosi successivamente a 33 giorni. Il film è stato proiettato in anteprima in concorso al Festival di Berlino 2019 il 9 febbraio 2019, ed è uscito nelle sale cinematografiche tedesche il 21 febbraio 2019 col divieto ai minori di 18 anni.

## Accoglienza
Malgrado le critiche prevalentemente negative riguardanti i toni brutali del film, l'interpretazione di Jonas Dassler nel ruolo di Honka è stata accolta con entusiasmo, così come anche le scenografie e il make-up.
Il film ha ottenuto sul sito aggregatore Rotten Tomatoes il 52% delle recensioni professionali positive basate su 33 critiche, con un voto medio di 5,56 su 10, mentre su Metacritic ha ricevuto una valutazione di 38 su 100, basata su 15 recensioni.
Frank Junghänel del Berliner Zeitung lamenta che il film è un miscuglio di troppe cose diverse, allontanandosi dal tono poetico delirante del romanzo originale di Heinz Strunk da cui è tratto. Nonostante le critiche al film, anch'egli elogia l'interpretazione di Jonas Dassler.
Guy Lodge di Variety fa riferimento nella sua recensione al film biografico Ted Bundy - Fascino criminale sollevando la questione di quale sia il confine tra la rappresentazione e la celebrazione di un serial killer. Nel caso de Il mostro di St. Pauli il critico nota come nessuno possa accusare il regista Akın di rendere affascinante alcunché, con tutto lo squallore che pervade il suo film. A suo avviso l'opera non fornisce un approfondimento psicologico come uno studio della mascolinità violenta, e non è nemmeno particolarmente istruttiva come una fredda spiegazione di una vita depravata, ma consiste invece in una provocazione vuota che funziona puramente come un crudele esercizio del terrore suscitando negli spettatori l'incertezza su quale sfortunata donna verrà fatta a pezzi, oltre a tentare arduamente di sollecitare l'empatia verso uno psicopatico della vita reale.
Deborah Young di The Hollywood Reporter sostiene che Il mostro di St. Pauli si colloca tra un film horror seriamente disgustoso e l'umorismo nero tedesco, con una particolare visione dell'inferno che ricorda Rainer Werner Fassbinder, eccezion fatta per la mancanza di compassione per l'umanità sofferente. Le vittime di Honka sono pietose e sembrano avere avuto pochissime occasioni nelle loro tristi vite, senza la possibilità di alcuna redenzione, tranne una donna salvata da un maggiore dell'Esercito della Salvezza.
Stephanie Zacharek del Time ha definito il film come spietato e pervaso dalla misoginia. A parere suo, indipendentemente da quanto possa essere intenso e ripugnante Il mostro di St. Pauli, l'opera di Akın tuttavia non si avvicina in alcun modo al sadismo distruttivo de La casa di Jack di Lars von Trier, percependosi essere fatta da un essere umano sebbene fuorviato. Elogia l'interpretazione di Dassler, feroce nella sua credibilità nel rappresentare un mostro.

## Riconoscimenti
- 2019 - Festival internazionale del cinema di Berlino
  - Candidatura per l'Orso d'oro
- 2019 - Deutscher Filmpreis
  - Miglior trucco a Maike Heinlein, Daniel Schröder e Lisa Edelmann
  - Candidatura a miglior attore protagonista a Jonas Dassler
  - Candidatura a miglior attrice non protagonista a Margarete Tiesel
  - Candidatura a miglior produzione a Tamo Kunz
  - Candidatura ai migliori costumi a Katrin Aschendorf
- 2019 - Deutscher Schauspielpreis
  - Miglior cameo a Barbara Krabbe
- 2019 - Preis der deutschen Filmkritik
  - Migliore musica a Pia Hoffmann

## Colonna sonora
Per la colonna sonora sono stati utilizzati principalmente dei noti brani sentimentali dei primi anni 1970, che vengono riprodotti dal jukebox nelle scene del pub. La colonna sonora include:
- Salvatore Adamo – Es geht eine Träne auf Reisen
- Freddy Quinn – Junge, komm bald wieder
- Heintje – Du Sollst Nicht Weinen
- Christian Anders – Ers fährt ein Zug nach Nirgendwo
- Lale Andersen – Wenn du kein Mädel weisst
- Daliah Lavi – Ein Schiff wird kommen
- Rocco Granata – Buona Notte Bambino
- Roy Black – Wenn Du bei mir bist
- Karel Gott – Einmal Um Die Ganze Welt (Hej, hej, baby)
- Stein Ingebrigtsen - Wir Sind Jung, Wir Sind Frei